# Lane Leavitt
Lane Leavitt   (Dallas, 10 de novembre de 1950 - 16 de maig de 2025) fou un especialista de cinema i antic pilot de trial nord-americà que va ser un dels pioners d'aquest esport als Estats Units durant la dècada del 1970. Sempre com a pilot oficial de Bultaco, va guanyar els tres primers campionats dels Estats Units de trial que es convocaren (1972-1974), cinc campionats de Califòrnia, tres d'Oregon i tres edicions del Trial de España (1970-1971 i 1974). A banda, va participar en quatre edicions dels ISDE (1973-1975 i 1978). El 2006 va ser incorporat al NATC Hall of Fame.
El 1979, Leavitt es va casar amb Debbie Evans, de Lakewood (Califòrnia), una coneguda pilot de trial a l'època i, més tard, especialista de cinema. La parella va tenir tres fills. Al costat de Debbie Evans, Lane Leavitt va ser un reconegut especialista de cinema i va fundar una empresa de referència dins el sector, Leavittation.

## Palmarès
- 3 Campionats dels EUA de trial (1972-1974)
- 5 Campionats de Califòrnia de trial
- 3 Campionats d'Oregon de trial
- 3 Victòries a El Trial de España (1970-1971 i 1974)